# Susan Solomon
Susan Solomon (ur. 19 stycznia 1956 w Chicago) – amerykańska meteorolog i chemik atmosfery. Dzięki obserwacjom przeprowadzonym w Antarktyce w 1986 i w 1987 była jednym z wiodących badaczy, którzy wytłumaczyli zjawisko dziury ozonowej i zwrócili uwagę na to, że polarne chmury stratosferyczne (ang. Polar Stratospheric Clouds – PSC) odgrywają kluczową rolę w transformacji i ubywaniu ozonu stratosferycznego. Hipoteza ta została potwierdzona w badaniach laboratoryjnych i w pomiarach bezpośrednich. 

## Wykształcenie i praca
Uzyskała doktorat w Uniwersytecie Kalifornijskim w Berkeley w 1981. W roku 2006 była naukowcem w Chemical Sciences Division of the Earth System Research Laboratory (ESRL).
W 2000 otrzymała Medal im. Carla-Gustafa Rossbiego od Amerykańskiego Towarzystwa Meteorologicznego za podstawowy wkład w zrozumienie chemii atmosfery i wyjaśnienie tajemnicy powstawania dziury ozonowej. Jest członkiem Amerykańskiej Akademii Nauk (ang. National Academy of Sciences, USA). W 1994 jej imieniem został nazwany lodowiec – Solomon Glacier (78°23'S, 162°30'E) oraz przełęcz Solomon Saddle (78°23'S, 162°39'E). Napisała książkę The coldest march (Yale University Press, 2001). Jest odznaczona National Medal of Science, najwyższym odznaczeniem naukowym w USA. Badania Solomon miały kluczowy wpływ na przyjęcie Protokołu Montrealskiego, dotyczącego ochrony ozonu stratosferycznego.
Laureatka Nagrody Crafoorda w dziedzinie nauk o Ziemi za rok 2018.